# Noni Lichtveld
Maria Johanna Francisca Renée (Noni) Lichtveld (Abcoude, 3 mei 1929 – Laren, 16 augustus 2017) was een Nederlandse decorbouwer, illustratrice en schrijfster van Surinaamse afkomst. Bij het grote publiek is ze bekend van haar boeken over de spin Anansi.

## Biografie
Lichtveld is de tweede dochter van de schrijvers Lou Lichtveld, alias Albert Helman, en Leni Mengelberg en de zus van Cecilia en Peter Lichtveld. Het gezin woonde van 1932 tot oktober 1936 in de buurt van Barcelona, toen Mengelberg met de kinderen terugkeerde naar Nederland vanwege de ontrouw van haar man en het uitbreken van de Spaanse Burgeroorlog. De architect Benjamin Merkelbach was de stiefvader van Lichtveld en haar broer en zus nadat hun moeder in 1940 hertrouwde.
Na het volgen van de tekenopleiding van de Rietveld Academie en een studie bij de Franse vakbond van decorbouwers, Syndicat des Décorateurs de Théatre, in Parijs verzorgde zij de decors voor veel Nederlandse toneelgezelschappen en werkte zij met theatergrootheden als Sjarov, Cees Laseur, Erwin Piscator, Karl Guttmann en Sonia Gaskell.
Naast decors maakte ze wandschilderingen en deed ze illustraties en omslagen voor (kinder)boeken, zowel in Suriname als in Nederland. Een wandmozaïek van haar is te zien in Huize Frankendael uit 1957, het jaar dat haar stiefvader, als stadsarchitect van Amsterdam, deze als ambtswoning aangeboden kreeg.
Van 1958 tot 1964 woonde ze met haar echtgenoot, acteur en regisseur Ton Verwey, in Suriname omdat hij daar werd uitgezonden door de Stichting voor Culturele Samenwerking. Daar zijn ze in 1960 samen met Wilfred Teixeira de eerste docenten van een serie cursussen die leiden tot de oprichting van de School voor Dramatische Kunst op 23 april 1965.
Haar schrijversdebuut maakte ze in 1984 met Anansi. De spin weeft zich een web om de wereld. Voor deze verhalenbundel ontving ze een Vlag en Wimpel.
In 1987 ontving zij samen samen met Gerda Havertong de E. du Perronprijs voor de instandhouding en verspreiding van het Anansi-verhaal. Het prijzengeld (ƒ2.500,-) werd in 1988 geïnvesteerd in een studiereis naar Ghana, waar Lichtveld samen met Gerda Havertong en twee andere vrouwen naar Anansiverhalen zocht.
Zij overleed op 16 augustus 2017 in het Rosa Spier Huis in Laren, waar zij de laatste jaren van haar leven doorbracht.